# بالييتا
بالييتا (بالإيطالية: Paglieta)‏ هي بلدية في مقاطعة كييتي في إقليم أبروتسو الإيطالي.

## السكان
في سنة 1861 بلغ عدد السكان 4٬292 نسمة، وتطور العدد ليصل في سنة 2011 لـ 4٬466 نسمة.
يظهر هذا المخطط البياني تطور النمو السكاني لـ بالييتا